# Casa de Esterházy

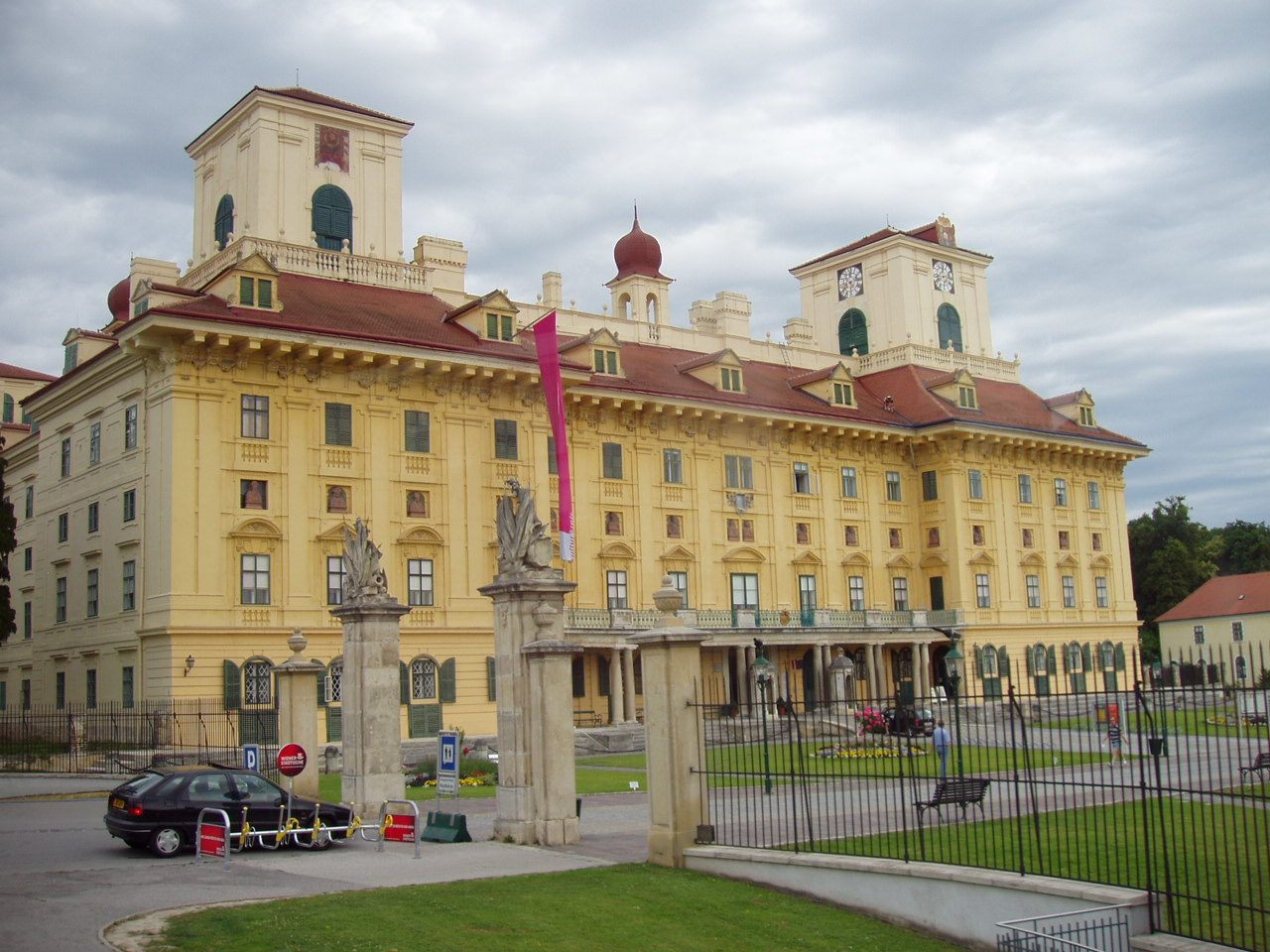
Vista frontal del palacio Esterházy en Eisenstadt, Austria.

La casa de los Esterházy, llamada simplemente como Eszterházy, ha sido una familia magiar de nobleza en Hungría desde la Edad Media. A partir del siglo XVII, se convirtieron en parte de los más grandes magnates terratenientes de los territorios del Reino de Hungría que se hallaban en manos de los germanos (en 1526 murió el rey Luis II de Hungría en la batalla de Mohács y los turcos otomanos ocuparon gran parte del reino). Hungría se dividió en tres partes: la occidental bajo control germánico (Fernando I de Habsburgo había herededo el trono), una central bajo ocupación turca y una oriental independiente en la figura del Principado de Transilvania, gobernado por Juan Segismundo Szapolyai). En 1686 los ejércitos cristianos expulsaron a los otomanos y reunificaron el reino, quedando bajo la total influencia de los Habsburgo, y la familia Esterházy adquirió poder y riqueza. Posteriormente, varios miembros obtuvieron inclusive el título de Príncipe Imperial germánico, alcanzando también enorme influencia durante la monarquía del Imperio austrohúngaro instaurado en 1867. El gran músico Joseph Haydn trabajó para esta familia durante unas tres décadas.
Entre los miembros más notables de la familia se hallan:
- Barón Daniel Esterházy de Galánta (1580-1654), noble húngaro y consejero real. Caballero y uno de los primeros Esterházy en ascender a las altas esferas de poder húngaras.
- Conde Nicolás Esterházy de Galánta (1583-1645), elector húngaro y ferviente partidario de la reunificación del Reino húngaro durante la ocupación turca otomana del siglo XVI y XVII. Apoyó a Esteban Bocskai en sus movimientos políticos;
- Conde Pablo Esterházy de Galánta (1635-1713), Príncipe imperial germánico y elector húngaro. Luchó durante la liberación de Buda en 1686, expulsando a los turcos otomanos del Reino;
- Conde Emérico Gabriel Esterházy de Galánta (1689-1763), obispo de Nitra;
- Conde Carlos Esterházy de Galánta (1725-1799), obispo húngaro de Eger.
- Conde Pál Antal Esterházy de Galánta (1776-1866), príncipe imperial germánico y ministro de Asuntos Exteriores entre el Imperio austríaco y el reino de Hungría. En su honor se nombró el dulce húngaro conocido como Tarta Esterházy;
- Conde Colomán Esterházy de Galánta (1830-1916), teniente  de húsares. Luchó en la Revolución húngara de 1848 y tras su fracaso, se dedicó a la agricultura y fue representante en el parlamento húngaro;
- Conde Juan Esterházy de Galánta (1901-1957), político húngaro de Checoslovaquia. Fue el único miembro del Parlamento que votó en contra de la moción de Adolf Hitler de exterminar a los judíos en esa nación;
- Conde Móric Esterházy de Galánta (1881-1960), primer ministro húngaro a la caída del gabinete Esteban Tisza, a finales de la Primera Guerra Mundial;
- Conde Péter Esterházy de Galánta (1950-2016), reconocida figura de la literatura contemporánea húngara, así como de la publicidad digital moderna.